# С любовью, Лиля
«С любовью, Лиля» — российский художественный фильм.

## Сюжет
В провинциальном городке живёт молодая женщина Лиля. Работает на птицефабрике, заботится о пожилом человеке — собственном деде, иногда ходит в гостиницу к тёте-администратору, чтобы познакомиться с хорошим мужчиной. И всякий раз терпит фиаско. А ей, как любой женщине, так хочется тепла, любви, ласки.

## В ролях
| Актёр                | Роль             |
| -------------------- | ---------------- |
| Марина Зубанова      | Лиля             |
| Виктор Уральский     | дедушка Лили     |
| Валентина Березуцкая | тётя Лили        |
| Мурад Ибрагимбеков   | пианист Гинзбург |
| Гульнара Столярова   |                  |
| Евгения Туркина      |                  |
| Геннадий Сидоров     |                  |
| Татьяна Быстрицкая   |                  |
| Рано Кубаева         |                  |
| Игорь Неупокоев      | Боря             |

## Съёмочная группа
- Автор сценария: Лариса Садилова (при участии Геннадия Сидорова)
- Режиссёр: Лариса Садилова
- Оператор: Анатолий Петрига
- Художник: Олег Ухов
- Режиссёр монтажа: Елена Даньшина
- Звукорежиссёр: Кирилл Василенко
- Продюсер: Геннадий Сидоров

## Награды
- Приз за лучший сценарий на фестивале «Киношок», 2002 г.
- Гран-при («Tiger Award») Международного кинофестиваля в Роттердаме, 2003 г.
- Гран-при Международного кинофестиваля в Варшаве, 2003 г.
- Приз за лучшую женскую роль (Марина Зубанова) на Брюссельском кинофестивале, 2003 г.

## Места съёмок
- Фильм снимался в городах Орёл и Мценск. В 2008 году журналисты Дмитрий Лукьянчиков и Вадим Багринцев орловской радиостанции Экспресс радио сделали проект «Город. Вчера, сегодня и в кино». Проект рассказывал об улицах города Орла в трёх измерениях: что на них было в прошлом, что на них располагается сейчас, и что интересного открывает кинозритель на этих улицах в фильме Ларисы Садиловой «С любовью, Лиля!». Проект номинировался на всероссийском фестивале «Вместе Радио».